# Megaselia burselloides
Megaselia burselloides är en tvåvingeart som beskrevs av Borgmeier 1969. Megaselia burselloides ingår i släktet Megaselia och familjen puckelflugor. Inga underarter finns listade i Catalogue of Life.